# Расстрел студенческой демонстрации в Тлателолько
«Резня Тлателолько» (исп. Matanza de Tlatelolco), также известная как «Ночь Тлателолько» (от названия книги мексиканской писательницы Элены Понятовской) — вооружённая акция правительства, направленная против студентов и иных протестующих, происходившая в течение дня и ночи 2 октября 1968 года, на Площади Трёх Культур в районе Тлателолько города Мехико. Это случилось за десять дней до начала XIX Летних Олимпийских игр в Мехико.
В то время как официальные СМИ в Мексике утверждали, что стрельба правительственных сил была вызвана стрельбой протестующими в них, найденные гораздо позже официальные документы показывают, что снайперами были члены президентской охраны. Список убитых остаётся спорным: официальные правительственные оценки говорят, что число жертв достигло 30, в то время как по некоторым другим оценкам их были тысячи. Большинство источников, однако, сходятся во мнении, что число погибших составило около 200—300 человек. Точное количество арестованных людей также неизвестно.

## Предпосылки
1968 год в Мехико был временем экспансии и разрушения барьеров: время для создания союзов между студентами, рабочими и маргинальной городской беднотой и вызова политическому режиму. Это было время больших надежд, казалось бы, на грани трансформации. Студенты вышли на улицы, на площади, в автобусах, формируя бригады, «идущие к народу». В каждой школе были комитеты движения и бурный опыт споров, исследований и демократической практики. Центрального лидера не было. В бой были втянуты семьи, целые многоквартирные дома и кварталы. Происходила революция — не революция Че Гевары, но революция внутри системы, ненасильственная, движимая эйфорией, убежденностью и волнением от экспериментов на местах.
В 1968 году Мексика принимала XIX Летние Олимпийские игры, первой из развивающихся стран и первой из латиноамериканских стран. С 1968 года ни одно из государств Латинской Америки не получало такой возможности до 2016 года, когда Олимпиада прошла в Бразилии. Правительство Мексики инвестировало порядка 150 миллионов долларов в приготовления к играм — громадная сумма, если учесть бедность, существовавшую в стране. Во время президентства Густаво Диаса Ордаса мексиканцам приходилось терпеть подавление независимых профсоюзов, крестьянских фермерских хозяйств и др. В 1958 году рабочий лидер Деметрио Вальехо попытался организовать независимый профсоюз рабочих железной дороги, который мексиканское правительство быстро разогнало и арестовало Вальехо в связи с нарушением статьи 143 уголовного кодекса, которая обозначала преступлением такого рода союзы.
Вследствие всеобщей неудовлетворённости президентом Диасом Ордасом и родилось студенческое движение. Первоначально его требования сводились к большей занятости и уважению к университетской автономии.
23 июля 1968, по утверждению полицейских, они напали на профессионально-техническую школу № 5, чтобы захватить уличные бригады, которые обосновались в школе. Гренадёры (полиция по охране общественного порядка) использовались мексиканским правительством, чтобы подавить студенческие демонстрации, впервые они были брошены против студентов в июле 1968. Однако в процессе проникновения в профессионально-техническую школу № 5 полиция по охране общественного порядка избила множество студентов и учителей. В неофициальном интервью с некоторыми гренадерами, по словам Антонио Кэрига, они утверждали, что полицейским давали тридцать песо за каждого студента, которого они избили и посадили в тюрьму.
В ответ на эту репрессию полиции и правительства студенты начали формировать «Бригадас» (бригады), группы из шести или более студентов, которые распространяли листовки на улицах, рынках и чаще всего в общественном транспорте. Эти бригады были наименьшими единицами CNH. Вопросы, которые поднимало студенческое движение, включали как сельские, так и городские проблемы. Одни члены бригад садились в автобусы, чтобы говорить с пассажирами о коррупции правительства и репрессиях, в то время как другие распространяли листовки и собирали пожертвования. В итоге пассажиры и водители автобусов начали поддерживать требования студентов о демократии и правосудии, что было заметно в увеличении сумм денег, которые они собрали. Однако увеличивающаяся воинственность среди студентов начала отталкивать от них водителей общественного транспорта.
1 августа ректор UNAM Хавьер Баррос Сьерра вывел около 50 тысяч студентов на мирную демонстрацию против репрессивных акций правительства и нарушений университетской автономии. Спокойствие демонстрации доказало мексиканской общественности, что студенты не были агитаторами; демонстрация также доказала, что коммунистические лидеры не координировали действия студентов. Маршрут протеста был определён заранее. Веб-сайт UNAM описывает маршрут марша как начинающийся с «Университетского Городка (УГ), затем вдоль Авеню повстанца Феликса Куеваса, включая Авеню Койакан, и возвращающийся к Университетской Авеню, назад к отправной точке». Марш продолжался без беспорядков или арестов.
9 сентября ректор UNAM Барроса Сьерра призывает студентов и преподавателей возвращаться к обучению, поскольку «наши требования <…> были по существу удовлетворены недавним ежегодным посланием конгрессу президентом республики». Это сопровождалось появлением платного объявления от имени CNH в газете «Эль Диа» 13 сентября, которое приглашало «всех рабочих, крестьян, учителей, студентов и широкую публику» участвовать в марше. В объявлении CNH подчеркнул, что у организации марша нет никакой «связи с Девятнадцатыми Олимпийскими Играми, или с национальными праздниками в честь независимости Мексики, и что у Комитета в любом случае нет никакого намерения вмешиваться в них». Объявление также повторило список шести требований от CNH.
Резне 2 октября предшествовали месяцы политических волнений в мексиканской столице, повторяющиеся студенческие демонстрации и бунты по всей стране в течение 1968 года. Официально сформированный после нарушения мексиканским правительством университетской автономии летом 1968 года, Национальный совет забастовки (Консехо Насиональ де Уэльга) организовывал все последующие протесты против правительства Диаса Ордаса. CNH был демократическим союзом студентов из 70 университетов и школ Мексики, он координировал протесты, которые продвигали социальные, образовательные и политические реформы. В совете CNH участвовало 240 студенческих делегатов и все решения принимались большинством голосов. Рауль Альварес Гарин, Сократ Кампос Лемус, Марселино Перельо и Жильберто Гевара Ньебла были четырьмя неформальными лидерами CNH. В то время как весь мир сосредоточился на Мехико во время подготовки и проведения Олимпийских Игр, лидеры CNH хотели использовать это внимание для мирного решения назревших политических и социальных обид. CNH потребовал:
1. Отмены Статей 145 и 145 б Уголовного кодекса (тех, которые санкционировали заключение любого, участвующего во встрече трёх или более человек, считалось, что это угрожает общественному порядку).
2. Отмены Гренадеров (полицейский корпус).
3. Свободы для политических заключённых.
4. Увольнения начальника полиции и его заместителя.
5. Установления чиновников, ответственных за кровопролитие в ходе предыдущих правительственных репрессий (июль, август).

Однако президент Густаво Диас Ордас был настроен остановить демонстрации и в сентябре приказал, чтобы армия заняла университетский городок Национального автономного университета Мексики, крупнейшего университета страны. Студентов избивали и арестовывали без разбора. 23 сентября ректор Хавьер Баррос Сьерра прекратил свой протест по поводу данных действий.

## События
2 октября 1968 года, в «Ла Ноче де Тлателолко» (Ночь Тлателолко), приблизительно 10 000 студентов собрались на площади де лас Трес Культурас («Площадь Трёх Культур»), чтобы выразить протест действиям правительства.
Наряду с участниками CNH, собралось много людей, не связанных с ними, они пришли как зрители. Студенты собрались на площади де лас Трес Культурас в Тлателолко именно для того, чтобы подчеркнуть свои мирные намерения, хотя среди их скандирований были и «no queremos olimpiadas, queremos revolución!» («Мы не хотим Олимпийские Игры, мы хотим революцию!»). Организаторы даже не пытались прекратить протест, когда заметили увеличенное военное присутствие в районе. Около 6:30 пополудни порядка 5000 солдат окружили площадь. Большая часть событий после первого выстрела, который прозвучал в сторону площади, оставалась малопонятной в течение нескольких десятилетий.
Резня началась на закате, когда полиция и вооружённые силы, у которых были бронетранспортёры и танки, окружили площадь. Вопрос о том, кто выстрелил первым, оставался нерешёнными долгие годы. Правительство заявило, что огонь вёлся из окружающих площадь квартир, что стало поводом для ответных действий армии. Однако студенты утверждали, что вертолёты сверху просигнализировали армии начало стрельбы по толпе. Автор и журналистка Элена Понятовская брала интервью у тех, кто был той ночью на площади и описывает события в своей книге «Резня в Мексике»: «Внезапно в небе сверху появились вспышки, и все автоматически посмотрели туда. Тогда и услышали первые выстрелы. Толпа испугалась, и все начали бежать в разные стороны». Несмотря на все усилия участников CNH к восстановлению порядка, площадь погружалась в хаос.
Вскоре после этого Олимпийскому Батальону, составленному из солдат, полицейских и федеральных агентов безопасности, приказали арестовать лидеров CNH. Сотрудники Олимпийского Батальона носили белые перчатки, чтобы выделить себя из демонстрантов и воспрепятствовать тому, чтобы солдаты стреляли в своих. Капитан Эрнесто Моралес Сото заявил, что «после появления вспышки в небе, заранее подготовленного сигнала, мы должны были окружить два входа на площадь и воспрепятствовать тому, чтобы кто-то попытался покинуть её». Это нападение на площадь оставило сотни мёртвых и ещё большее количество раненых. Солдаты стреляли в толпу, совершая обстрел не только протестующих, но и вообще свидетелей. Поражённые участники демонстрации и просто прохожие, включая детей, лежали одним большим пластом, в некоторых местах создавая насыпь мёртвых тел. Убийства продолжались в течение ночи. Свидетели утверждают, что тела сначала увозили на санитарных машинах, а потом на военных грузовиках, и неизвестно, все ли жертвы на этот момент были мёртвыми.
Официальное правительственное объяснение инцидента состояло в том, что вооружённые провокаторы среди демонстрантов разместились в зданиях, окружающих площадь, и, пропустив демонстрантов, начали перестрелку. Силы безопасности просто наводили порядок, не превышая пределов самообороны. К следующему утру газеты сообщили, что 20—28 человек были убиты, сотни ранены и более сотни арестованы. Большинство мексиканских СМИ сообщило, что студенты огнём снайперов из жилых домов, окружающих площадь, вызвали ответные действия армии. «Эль Диас утро» озаглавливает свой выпуск 3 октября 1968 года так: «Преступная провокация в Тлателолко явилась причиной ужасного кровопролития».

## Расследование и ответ
В 1998 году, в 30-ю годовщину резни в Тлателолко, президент Эрнесто Седильо разрешил конгрессу расследование событий 2 октября. В 2002 году в радиоинтервью с Кейт Дойл, директором мексиканского Проекта Документации для американского Архива Национальной безопасности, были описаны расследования правительства PRI. «Я подразумеваю, в течение всех этих лет было много расследований. Фактически, прежний президент Мигель де ла Мадрид давал интервью в прессе и сказал, что он требовал у военных доступ к документам и к фотографиям тех событий, и был подвергнут огромному политическому давлению с тем, чтобы расследование не началось. И когда он всё-таки продолжил требовать доступ, военные и министерство внутренних дел ответили, что их документы в тот момент были в беспорядке, и у них ничего не осталось».

После «La Noche Triste» («Грустной ночи») оставались многочисленные вопросы, на которые мексиканское правительство не могло ответить более 30 лет. В конечном счёте в 2001 году президент Висенте Фокс, который закончил 70-летнее господство PRI, попытался разрешить самый важный из оставшихся без ответа вопросов: кто организовал резню? Он опубликовал много документов относительно событий 1968 года. Документы показали, что восстановление событий того октября Эленой Понятовской было достаточно точным, говорит Кейт Дойл:
Как говорится в правительственной версии, тысячи студентов, собранных на площади, открыли огонь первыми. Теперь после многочисленных свидетельств мы знаем, что вооружённая группа, которую назвали Brigada Olympica, или Олимпийская Бригада, составленная из спецназа президентской охраны, открыла огонь первой из зданий, которые окружают площадь, и это было тем, что спровоцировало резню.

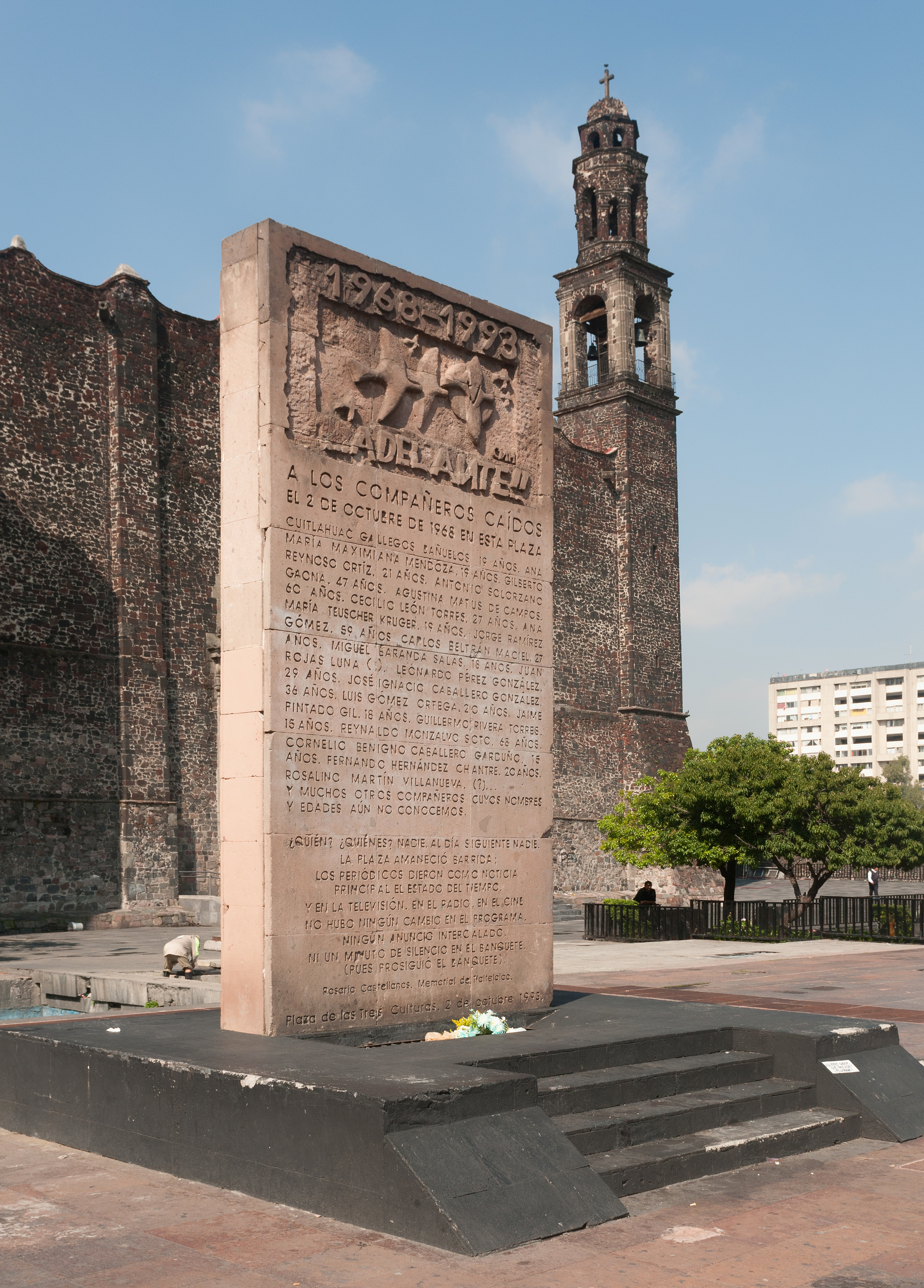
Мемориал, посвящённый памяти погибших студентов

Президент Фокс также назначил Игнасио Каррильо Прьето в 2002 году ответственным за привлечение к суду виновных в начале резни. В 2006 году президент Луис Эчеверриа был арестован по обвинению в геноциде. Однако в марте 2009, после замысловатого апелляционного процесса, обвинения в геноциде против Эчеверриа были сняты. Мексиканская газета «Новости» сообщила, что «трибунал трёх судей окружного суда постановил, что было недостаточно доказательств, чтобы связать Эчеверриа с силовым подавлением сотен выступающих студентов 2 октября 1968». Несмотря на оправдание, обвинитель Каррилло Прито сказал, что он продолжит своё расследование и будет подавать иск против Эчеверриа в Международный суд Организации Объединённых Наций и межамериканскую Комиссию по правам человека.
В октябре 2003 года была предана огласке роль правительства США в событиях того дня, когда Архив Национальной безопасности в университете Джорджа Вашингтона опубликовал ряд отчётов от ЦРУ, Пентагона, Государственного департамента США, ФБР и Белого дома, которые были выпущены в ответ на ряд запросов, опираясь на Закон о свободе информации.
Детали документов:
- Это ответ на запрос мексиканского правительства о решении проблем, связанных с безопасностью Олимпийских Игр, который Пентагон осуществил поставками оружия, боеприпасов и учебного материала до и во время кризиса.
- С июля по октябрь резидентура ЦРУ в Мехико почти ежедневно оповещала мексиканское правительство относительно событий в пределах университетского сообщества. За шесть дней до резни в Тлателолко глава федеральной службы Безопасности (DFS) Фернандо Гутьеррес Барриос[исп.] заявил ЦРУ, что «ситуация будет взята под полный контроль в кратчайшие сроки».
- Правительство Диаса Ордаса «договаривалось» о том, чтобы студенческий лидер Сократес Кампос Лемус сказал, что студенческое движение было организовано диссидентским крылом внутри PRI.

В 1993 году в честь 25-й годовщины событий была открыта стела с именами некоторых из студентов и просто людей, погибших во время тех событий.
В июне 2006 года больной 84-летний Эчеверриа был обвинён в геноциде и помещён под домашний арест. В начале июля с него сняли обвинения в связи с истечением срока исковой давности.
В декабре 2008 года мексиканское правительство постановило со следующего года считать 2 октября днём национального траура.

## 40-я годовщина
2 октября 2008 года прошло два марша в память тех событий. Один из них прошёл от Escuela Normal Superior de Maestros (Колледж Учителей) к Зокало. Другой прошёл от Национального Политехнического Института до Площади Трёх Культур. Согласно «Comité del 68» (Комитет 68), одному из организаторов маршей, в маршах участвовали порядка 40 000 демонстрантов.

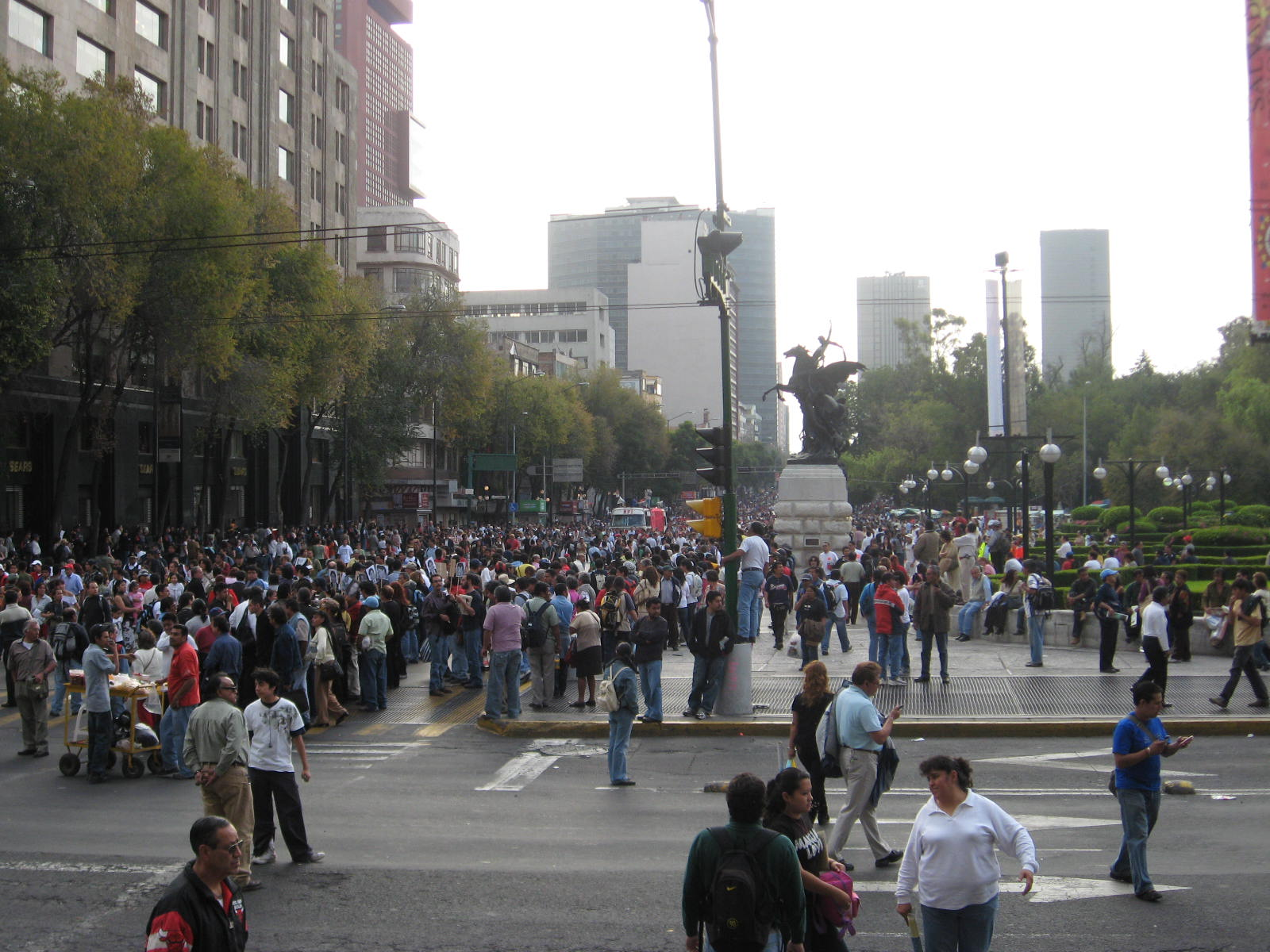
Начало марша от колледжа учителей до Сокало
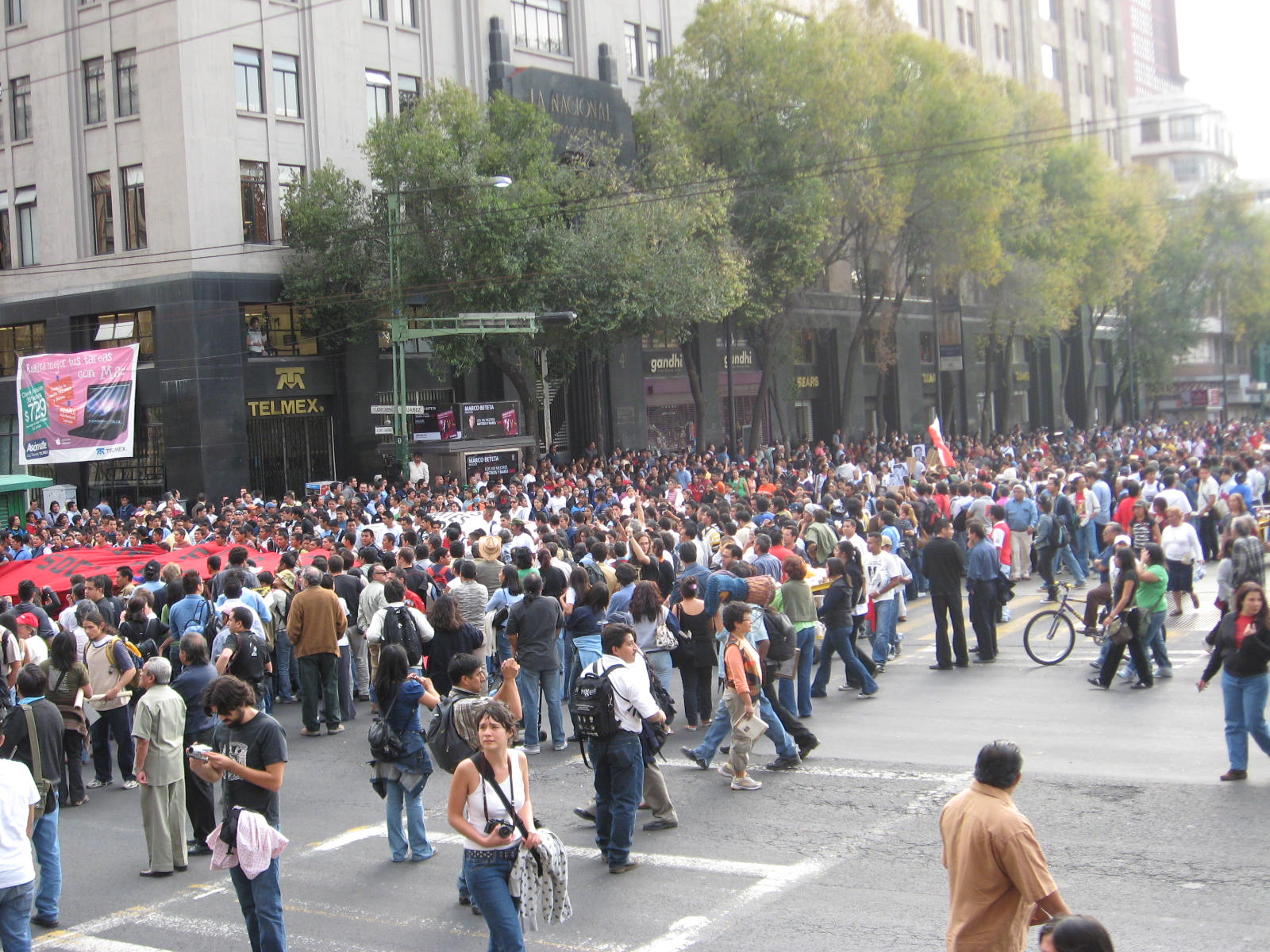
Часть марша до Сокало
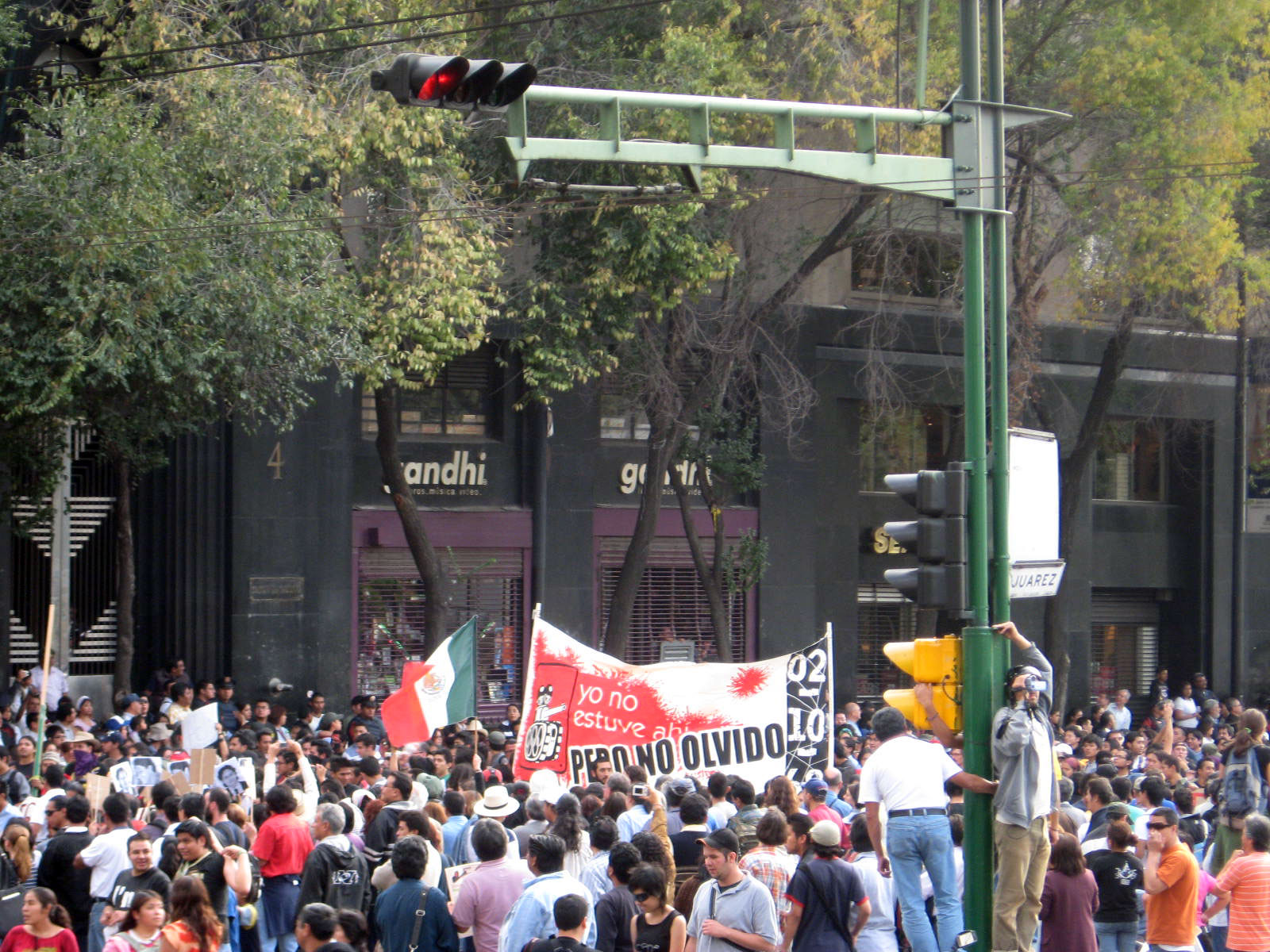
Плакат «Я не был там, но я не забуду»
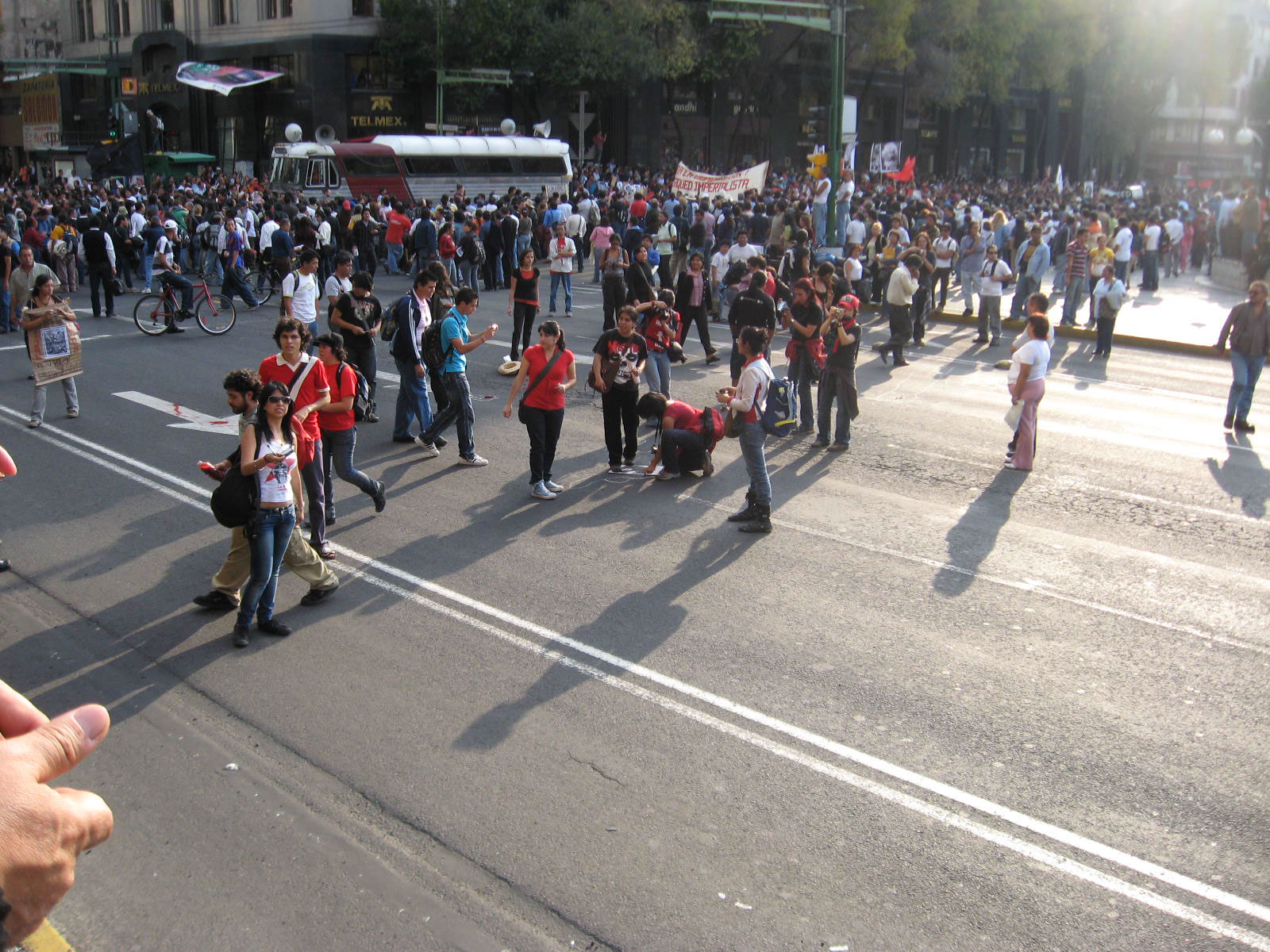
Участники марша, рисующие мелом контуры тел людей и голубей с фальшивой кровью на улице Eje Central